# Mount Parsons
Mount Parsons ist ein markanter und 1120 m (nach australischen Angaben 1060 m) hoher Berg im ostantarktischen Mac-Robertson-Land. In den Framnes Mountains ragt er 1,5 km südsüdwestlich des nördlichen Endes der David Range auf.
Norwegische Kartografen kartierten ihn anhand von Luftaufnahmen, die bei der Lars-Christensen-Expedition 1936/37 entstanden. Eine vom australischen Polarforscher John Mayston Béchervaise (1910–1998) geleitete Mannschaft besuchte den Berg im Januar 1956 im Rahmen der Australian National Antarctic Research Expeditions. Das Antarctic Names Committee of Australia (ANCA) benannte ihn nach dem australischen Strahlenphysiker und Antarktisforscher Neville Ronsley Parsons (* 1926), der 1955 auf der Mawson-Station tätig war.